# Charles Lyttelton, 10. vikomt Cobham
Charles John Lyttelton, 10. vikomt Cobham (Charles John Lyttelton, 10th Viscount Cobham, 10th Baron Cobham, 7th Baron Westcote, 7th Baron Lyttelton of Frankley, 13th Baronet Lyttelton of Frankley) (8. srpna 1909, Londýn, Anglie – 20. března 1977, Londýn, Anglie) byl britský šlechtic, politik a dvořan. Patřil ke staré šlechtické rodině, během své kariéry byl generálním guvernérem na Novém Zélandu (1957–1962) a nejvyšším hofmistrem (1967–1972).

## Životopis

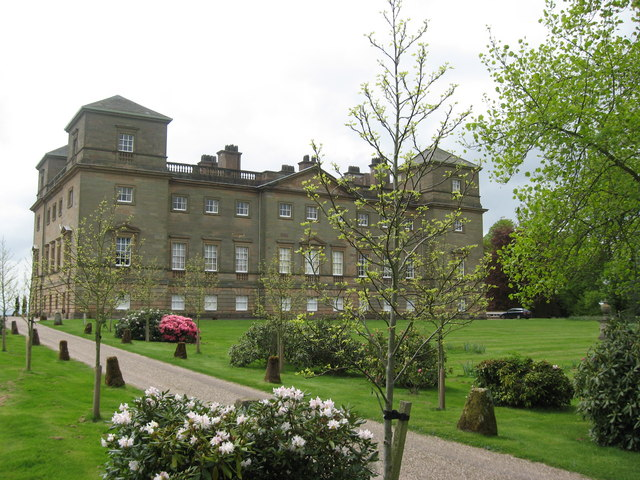
Zámek Hagley Hall (Worcestershire), hlavní rodové sídlo od 18. století

Pocházel ze starobylého šlechtického rodu Lytteltonů, který v různých liniích a obdobích užíval též jméno Lyttleton nebo Littleton. Byl jediným synem 9. vikomta Cobhama, měl čtyři mladší sestry. Z nich Viola Lyttelton (1912–1987) byla manželkou 5. vévody z Westminsteru. Studoval v Etonu a poté absolvoval práva v Cambridge. Od roku 1933 sloužil v armádě a za druhé světové války bojoval ve Francii. Po válce se v řadách Konzervativní strany snažil zapojit do politiky, ale nedostal se do Dolní sněmovny. Po otci zdědil v roce 1949 rodové tituly a vstoupil do Sněmovny lordů. Několikrát navštívil Nový Zéland, jehož problematice se předkové věnovali již v 19. století. V letech 1957–1962 byl generálním guvernérem a vrchním velitelem na Novém Zélandu, kde získal značnou popularitu mimo jiné díky svým sportovním aktivitám. Po návratu do Británie byl lordem nejvyšším hofmistrem Spojeného království (1967–1972), tuto funkci převzal po svém švagrovi 5. vévodovi z Westminsteru.
V letech 1963–1974 byl lordem místodržitelem v hrabství Worcestershire (již předtím zde byl smírčím soudcem a zástupcem místodržitele). Získal Řád sv. Michala a sv. Jiří (1957) a Viktoriin řád (1972). Od roku 1964 byl rytířem Podvazkového řádu a v letech 1972–1977 řádovým kancléřem. Mimo jiné byl v letech 1972–1977 kurátorem Národní portrétní galerie.
S manželkou Elizabeth Makeig-Jonesovou měl osm dětí, čtyři syny a čtyři dcery. Současným představitelem rodu je jejich druhorozený syn Christopher Charles Lyttelton, 12. vikomt Cobham (* 1947). Rodovým majetkem a dodnes trvalým sídlem je zámek Hagley Hall (Worcestershire) z 18. století (panství patří rodu od roku 1565).